# 中国作家协会
中国作家协会，简称中国作协，是由中国共产党领导的由中华人民共和国作家组成的人民团体，正部级单位，中央机关参照公务员法管理。中国作协是中國文學藝術界聯合會的团体会员之一，但同时中国作协和中国文联都是中央机关参照公务员法管理的人民团体，中国作协不计入文联团体会员总数，在行政级别上与中国文联平级。

## 沿革
中国作协最早可以追溯到1937年成立的中华全国文艺界抗敌协会。1949年7月23日，中华全国文学工作者协会在北平成立，简称“全国文协”，成为中华全国文学艺术界联合会（即中国文联）下属的6大协会之一。1953年10月全国文协更名为中国作家协会，成为与中国文联并列、独立的人民团体。中国作家协会以下有各省市的作家协会组织，直属机关刊物为《人民文学》，设有鲁迅文学奖、茅盾文学奖、全国优秀儿童文学奖、全国少数民族文学创作“骏马奖”四项全国性文学奖项。
中国作家协会的最高权力机构为每5年举行一次的全国代表大会（原称会员代表大会）和它选举产生的全国委员会（原称理事会）。全国委员会选举主席一人和副主席若干人组成主席团。主席团下设书记处，负责处理协会的日常工作和根据需要建立相应的工作机构及专门委员会。书记处书记由主席团推举产生。中国作家协会是中国大陆地区中国共产党领导的各民族作家自愿结合的专业性人民团体。
截至2019年7月，中国作协现有团体会员46个，地方作协33个，行业作协13个，个人会员12000人。

## 机构设置
根据有关规定，中国作家协会设置下列机构：

### 内设机构
- 办公厅
- 人事部（离退休干部办公室）
- 创作联络部（权益保护办公室）
- 对外联络部（港澳台办公室）
- 创作研究部
- 机关党委

### 直属事业单位
- 鲁迅文学院
- 中国现代文学馆
- 中华文学基金会

### 直属企业单位
- 作家出版社有限公司

### 专门委员会
- 小说委员会
- 诗歌委员会
- 散文委员会
- 报告文学委员会
- 儿童文学委员会
- 军事文学委员会
- 影视文学委员会
- 文学理论批评委员会
- 少数民族文学委员会
- 作家权益保障委员会
- 网络文学委员会

### 主管社会团体
- 中国国际报告文学研究会
- 中国茅盾研究会
- 中国散文学会
- 中国寓言文学研究会
- 中国少数民族作家学会
- 中国小说学会
- 中华诗词学会
- 中国纪实文学研究会
- 中国丁玲研究会
- 中国赵树理研究会
- 中国微型小说学会
- 中国报告文学学会
- 中国武侠文学学会
- 中国诗歌学会
- 中国萧军研究会
- 中国笔会中心

### 团体会员
地方作协
- 北京作家协会（正处级）
- 天津市作家协会
- 河北省作家协会
- 山西省作家协会
- 内蒙古自治区作家协会（正处级）
- 辽宁省作家协会
- 吉林省作家协会
- 黑龙江省作家协会
- 上海市作家协会
- 江苏省作家协会
- 浙江省作家协会
- 安徽省作家协会（正处级）
- 福建省作家协会
- 江西省作家协会
- 山东省作家协会
- 河南省作家协会（正处级）
- 湖北省作家协会
- 湖南省作家协会（副厅级）
- 广东省作家协会
- 广西作家协会（正处级）
- 海南省作家协会（副厅级）
- 重庆市作家协会
- 四川省作家协会
- 贵州省作家协会（副厅级）
- 云南省作家协会（正处级）
- 西藏作家协会（正处级）
- 陕西省作家协会
- 甘肃省作家协会
- 青海省作家协会（正处级）
- 宁夏作家协会（正处级）
- 新疆作家协会（正处级）
- 新疆生产建设兵团作家协会（？级）
- 延边朝鲜族自治州作家协会（正处级）

行业作协
- 中国人民解放军作家协会
- 中国石油作家协会
- 中国铁路作家协会
- 中国煤矿作家协会
- 中国国土资源作家协会
- 中国电力作家协会
- 中国冶金作家协会
- 中国水利作家协会
- 中国石化作家协会
- 中国化工作家协会
- 全国公安作家协会
- 中国金融作家协会
- 中国科普作家协会

## 历届大会及负责人
| 大会名称                                 | 举办日期      | 主席                                     | 副主席 | 党务领导 |
| ---------------------------------------- | ------------- | ---------------------------------------- | --- | --- |
| 中华全国文学工作者协会成立大会           | 1949年7月23日 | 茅盾                                     | 周扬、丁玲、巴金、柯仲平、老舍、冯雪峰、邵荃麟 | 丁玲任党组组长，冯雪峰、邵荃麟先后任党组书记。                                                                           |
| 中华全国文学工作者协会第二次会员代表大会 | 1953年9月     | 茅盾                                     | 周扬、巴金、柯仲平（1964年10月身故）、老舍（1966年8月身故）、邵荃麟（1971年6月身故）、刘白羽 | 周扬任党组书记，1956年3月成立书记处，刘白羽、茅盾先后任第一书记。1956年12月邵荃麟任党组书记，1965年8月刘白羽任党组书记。 |
| 中国作家协会第三次会员代表大会           | 1979年11月    | 茅盾（1981年3月身故）                    | 丁玲、冯至、冯牧、艾青、刘白羽、沙汀、李季、张光年、陈荒煤、欧阳山、贺敬之、铁衣甫江 | 1982年11月张光年任党组书记。                                                                                             |
| 中国作家协会第四次会员代表大会           | 1984年12月    | 巴金                                     | 丁玲（1986年3月身故）、马烽、王蒙、冯至（1993年2月身故）、冯牧（1995年5月身故）、艾青（1996年5月身故）、刘宾雁（1989年11月被撤职）、沙汀（1992年12月身故）、陆文夫、张光年、陈荒煤（1996年10月身故）、铁衣甫江（1989年2月身故）                             | 唐达成任党组书记。1989年12月马烽任党组书记，1994年9月翟泰丰任党组书记。                                                  |
| 中国作家协会第五次全国代表大会           | 1996年12月    | 巴金                                     | 马烽、韦其麟、邓友梅、王蒙、叶辛、刘绍棠（1997年3月身故）、李准（2000年2月身故）、张炯、张锲、陆文夫、铁凝、徐怀中、蒋子龙、翟泰丰 | 翟泰丰任党组书记，2000年9月金炳华任党组书记。                                                                            |
| 中国作家协会第六次全国代表大会           | 2001年12月    | 巴金（2005年10月身故）                   | 王蒙、韦其麟、丹增、叶辛、李存葆、張平、张炯、陈忠实、陈建功、金炳华、铁凝、黄亚洲、蒋子龙、谭谈 | 金炳华任党组书记。 |
| 中国作家协会第七次全国代表大会           | 2006年11月    | 铁凝                                     | 王安忆、丹增、叶辛、刘恒、李存葆、张平、张抗抗、陈忠实、陈建功、金炳华、高洪波、蒋子龙、谭谈 | 金炳华任党组书记，2008年12月李冰任党组书记。                                                                             |
| 中国作家协会第八次全国代表大会           | 2011年11月    | 铁凝                                     | 陈忠实（2016年4月身故）、王安忆、莫言、叶辛、刘恒、李冰、李存葆、何建明、张平、张抗抗、陈建功、高洪波、廖奔、谭谈、张健（2012年4月任）、钱小芊（2013年4月任）、陈崎嵘（2013年5月任）、李敬泽（2014年2月任）、吉狄马加（2015年5月任）、白庚胜（2016年1月任） | 李冰任党组书记，2014年12月钱小芊任党组书记。                                                                             |
| 中国作家协会第九次全国代表大会           | 2016年12月    | 铁凝                                     | 王安忆、叶辛、白庚胜、吉狄马加、刘恒、李敬泽、何建明、张炜、张抗抗、陈建功、莫言、贾平凹、钱小芊、徐贵祥、高洪波 、阎晶明 | 钱小芊任党组书记，2021年6月张宏森任党组书记。                                                                            |
| 中国作家协会第十次全国代表大会           | 2021年12月    | 铁凝(至2025年3月)，张宏森(2025年3月当选) | 王安忆（女）、白庚胜（纳西族）、毕飞宇、麦家、李敬泽、吴义勤、迟子建（女）、张炜、张宏森、阿来（藏族）、陈彦、莫言、格非、徐贵祥、阎晶明 | 张宏森任党组书记。 |